# Ведастинские анналы
Веда́стинские анна́лы (Анна́лы свято́го Веда́ста; лат. Annales Vedastini) — раннесредневековые франкские латиноязычные анналы, описывающие события 874—900 годов. Своё название получили по монастырю Сен-Вааст (монастырь святого Ведаста около Арраса), монахом которого, как предполагается, был автор анналов.

## Рукописи
«Ведастинские анналы» сохранились в двух рукописях. Первой в середине XVIII века в монастыре в городе Сент-Омер была обнаружена так называемая рукопись Duacensis nr. 753, впервые опубликованная в 1756 году. Она же, как продолжение «Лоббских анналов», легла в основу публикации «Ведастинских анналов» в составе Monumenta Germaniae Historica в 1829 году. В 1868 году в Брюсселе была найдена ещё одна рукопись анналов (манускрипт № 3439-51 Бельгийской королевской библиотеки): она была написана в XI веке и находилась в лучшей сохранности, чем предыдущая. По брюссельскому манускрипту в 1909 году было сделано новое издание в Monumenta Germaniae Historica, ставшее основой для всех последующих изданий этого исторического источника.

## Описание
«Ведастинские анналы» были созданы в конце IX — начале X веков анонимным автором, вероятно, монахом из монастыря Сен-Вааст. Главным интересом хрониста являлись события, происходившие в северных и северо-восточных областях Западно-Франкского королевства. Им подробно освещается история Франкии, Фландрии и Лотарингии, однако сообщения о событиях в других, отдалённых от Сен-Вааста землях государства крайне редки, а сведения о таких районах бывшей империи Каролингов как, например, Италия, совсем отсутствуют. До 882 года основным источником автора были «Бертинские анналы», дополненные небольшими местными заметками. Последующие годы хронист описал как очевидец происходивших событий. Наибольшую ценность анналам предают подробные и часто отсутствующие в других источниках сведения о походах викингов: для конца IX века Ведастинские анналы являются основным первоисточником по этой теме для Западно-Франкского государства.
Сведения, содержавшиеся в «Ведастинских анналах», использовались и в более поздних исторических источниках, таких, как «Хроника о свершениях норманнов во Франкии», «Деяния епископов Камбре», хроника Сигеберта из Жамблу и в других сочинениях X—XII веков.
«Ведастинские анналы» хронологически примыкают к «Ксантенским анналам». Эти дополняющие друг друга анналы часто издают вместе.
«Ведастинские анналы» не следует путать с «Ведастинской хроникой» (лат. Chronicon Vedastinum) — всемирной хроникой, описывающей события во Франкском государстве вплоть до 899 года, для последней части которой «Ведастинские анналы» послужили основным источником.

## Издания
На латинском языке.
- Annales Vedastini. — Monumenta Germaniae Historica. Scriptores rerum Germanicarum in usum scholarum separatim editi (SS rer. Germ.). Tome XII. Annales Xantenses et Annales Vedastini. — Hannover & Leipsige: Impensis Bibliopolii Hahniani, 1909. — S. 40—82. Архивировано 13 марта 2016 года.

На русском языке.
- Ведастинские анналы // Историки эпохи Каролингов / пер. с лат. А. И. Сидорова. — М.: «Российская политическая энциклопедия» (РОССПЭН), 1999. — С. 161—185. — 1000 экз. — ISBN 5-86004-160-8.